# Entre Campos (metropolitana di Lisbona)
Entre Campos è una stazione della linea gialla della metropolitana di Lisbona.
Inaugurata nel 1959 come stazione della Linha Azul, dal 1995 la stazione fa parte della linea gialla della rete.
La stazione ha corrispondenza con le linee suburbane del Comboios de Portugal.